# Wladimir Klitschko
Wladimir Klitschko, egentligen Volodymyr Volodymyrovytj Klytjko (ukrainska: Володи́мир Володи́мирович Кличко́), född den 25 mars 1976 i Semej, Kazakiska SSR, Sovjetunionen, är en ukrainsk före detta boxare. Han är allmänt ansedd som en av de bästa tungviktsboxarna genom tiderna.
Efter att Klitschko som amatör vid OS i Atlanta 1996 vunnit supertungviktstiteln blev han samma år professionell. Som proffs erövrade han under de år han var aktiv (1996–2017) en mängd VM-titlar: WBA (Super), IBF, WBO, IBO, Ring Magazines titel och den linjära tungviktstiteln. Ukrainarens 25 segrar i matcher om en tungviktstitel är rekord och endast Joe Louis har fler lyckade titelförsvar.
Ansedda boxningssajten BoxRec rankade år 2018 Klitschko som den 20:e bästa boxaren genom alla tider oavsett viktklass och som den bästa europeiska boxaren någonsin.
Från 2006 till 2015 dominerade Klitschko och hans äldre bror Vitalij Klytjko (också han flerfaldig världsmästare) tungviktsboxningen, en period som vanligtvis kallas "Klitschko-eran".

## Uppväxt
Wladimir Klitschkos far Vladimir Rodionovitj Klytjko (1947–2011), var officer (pilot) i Röda armén och hans mor Nadezhda Ulyanovna lärarinna. Familjen flyttade runt i Sovjetimperiets periferi och därför är storebror Vitalij född i Kirgizistan och Wladimir i Kazakstan. Fadern tjänstgjorde 1980–1985 i Mimoň i Tjeckoslovakien och när Wladimir Klitschko var 9 år gammal 1985 flyttade familjen till dåvarande Ukrainska SSR. Hans far blev då förflyttad till Kiev i Ukraina där han år 1986 var en av befälhavarna som ansvarade för att städa upp effekterna av Tjernobylolyckan. Fadern drabbades därpå, förmodligen som följd av detta, av cancer. Han blev senare militärattaché i DDR. 

## Amatörkarriär
Klitschko började träna boxning med Brovary Olympic Reserve School i slutet av 1980-talet. I början av 1990-talet tränade han och brodern Vitalij i den polska klubben Gwardia Warszawa där de båda, enligt den polske före detta boxaren Jerzy Kulej, "... brukade slå sönder våra pojkar." 1993 vann Klitschko Europamästerskapen för juniorer i klassen tungvikt och året därpå fick han silver vid junior-VM i Turkiet när han förlorade mot kubanen Michel López Núñez i finalen. År 1996 blev det ett nytt silver då han tog sig till final i EM i Danmark som han förlorade mot Aleksej Lezin. Klitschko skulle dock få revansch på ryssen då han senare samma år, vid OS i Atlanta, besegrade denne i semifinalen av boxningens supertungviktsklass. I finalen vann Klitschko sedan över Paea Wolfgramm och kunde nu kalla sig olympisk mästare.
Efter OS och 140 boxade amatörmatcher, varav 134 vinster, blev Klitschko professionell.

## Proffskarriär
Klitschko blev år 1996 proffs hos Universum Box-Promotion med säte i Hamburg, Tyskland, för vilka han debuterade i november samma år när han besegrade Fabian Meza på KO efter en dryg minut av den första ronden. Redan tidigt i proffskarriären blev Wladimir Klitschko känd under just den stavningen av sitt namn – och inte Volodymyr Klytjko – beroende på Tyskland (där han nu hade sin bas) och det tyska språkets transkribering av hans namn  med rysk stavning. Brodern Vitalij, som under den tidiga tiden i de bådas karriärer ofta boxades på samma galor som Wladimir, fick också en tysk transkribering av namnet, Vitali Klitschko, som sedan blev vedertaget. I Sverige är det dock Vitalij Klytjko som är den vanligaste stavningen.  

### Segerrad ändad, ny uppbyggnad och EM-titel
Efter att ha byggt en svit med på 24 segrar i rad (21 KO) led Wladimir Klitschko sitt första nederlag, mot Ross Puritty, i det som skulle bli ukrainarens första och enda professionella match i hemlandet Ukraina. Puritty tvingade Klitschko, som vid tiden inte hade gått någon match längre än åtta ronder, att "slå ut sig själv". Klitschko började bli tagen i den tionde ronden och gick ner i golvet två gånger. I början av den elfte, med Puritty som fortsatte att landa hårda slag, gick Klitschkos tränare Fritz Sdunek in i ringen och stoppade tillställningen.
Klitschko kom dock över förlusten och radade upp fem raka vinster där han bland annat vann World Boxing Association Inter-Continental Heavy Title och senare, i september 1999, den vakanta EM-titeln i tungvikt när han besegrade Axel Schulz på TKO i rond 8. Efter ytterligare fem vinster i rad, bland annat mot sin finalmotståndare från OS 1996, Paea Wolfgramm (KO rond 1), och över David Bostice och Monte Barrett, som båda ståtade med över tjugo segrar och endast en förlust i statistiken, väntade nu en match om en VM-titel för Klitschko. Titeln var organisationen WBO:s, som vid tiden ansågs lite mindre värd än de "Tre stora" – WBA, WBC och IBF –, och för motståndet stod amerikanen Chris Byrd som bara sex månader tidigare vunnit titeln från broder Vitalij Klytjko.

### Världsmästare, chockförlust och ny tränare
Den 14 oktober 2000 i Köln arena i Tyskland slog Klitschko den regerande mästaren Byrd i golvet två gånger, i rond 9 och 11, innan han vann på ett enhälligt domarbeslut med siffrorna 120–106, 119–107 och 118–108. Därmed var WBO:s tungviktstitel återbördad till familjen efter att Vitalij snöpligt fått ge upp den efter en skada i sin match mot amerikanen.
Inom knappt två år försvarade sedan Klitschko sin titel framgångsrikt fem gånger mot i tur och ordning Derrick Jefferson, Charles Shufford, före detta IBF-mästaren Francois Botha, före detta WBO-mästaren Ray Mercer och Jameel McCline. Men i sitt sjätte titelförsvar, i mars 2003, mötte han i Preussag Arena i Hannover sydafrikanen Corrie Sanders som chockade boxningsvärlden när han slog ner Klitschko två gånger redan i den första ronden för att sedan vinna VM-titeln via TKO i rond 2. Klitschko menade långt senare att nederlaget på sikt gjorde honom till en bättre boxare: ""Förlusten mot honom förändrade en sida av min karaktär enormt, det gjorde mig tuffare och det gjorde mig bättre. [...] Utan min erfarenhet med Corrie skulle jag inte vara på samma sätt."

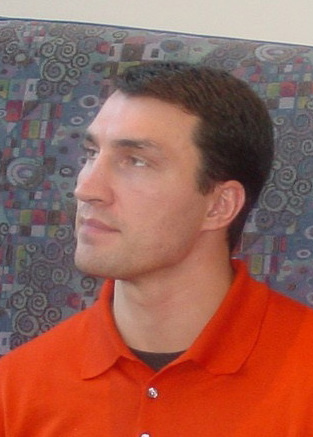
Klitschko år 2004

Efter att ha vunnit två mindre matcher hemma i Tyskland och efter anlitandet av boxningstränaren Emanuel Steward (som tidigare tränat bland andra Thomas Hearns och Lennox Lewis) boxades Klitschko åter en VM-match – om den vakanta WBO-titeln i Las Vegas i april 2004 mot Lamon Brewster. Klitschko dominerade mötet och sände Brewster i golvet i den fjärde ronden men amerikanen vände på matchen redan i ronden efter när han fick in några tunga vänsterslag. Klitschko tvingades till en stående räkning och tog sig vidare på vingliga ben, men när han ramlade i golvet vid rondslutet och hade svårigheter att ta sig till sin ringhörna bröt domaren matchen.

### Omstarten
Efter förlusten mot Brewster fick Klitschko ta ny sats för att ta sig tillbaka till toppen av tungviktsklassen. Det började dock tveksamt. Efter den femte ronden mot DaVarryl Williamson satt Klitschko på sin pall i ringhörnan, blödande från ett jack i en match där han dessutom varit i golvet. Matchen avbröts på grund av skadan som uppstått efter en oavsiktlig skallning och segern gick trots allt till Klitschko på "tekniskt beslut" då han vid tillfället låg före på två av de tre domarkorten. Ukrainaren slog sedan i april 2005 ut den obesegrade kubanen Eliseo Castillo innan han skrev kontrakt för en match mot den likaledes obesegrade kraftboxaren Samuel Peter i en elimineringsmatch för IBF- och WBO-titlarna. Även om Peter slog ner Klitschko tre gånger (två gånger i rond 5, en i rond 10) i mötet i Atlantic City i september 2005, bröt Klitschko mönstret från de tidigare matcherna som gett förluster då han varit i golvet. Han stod emot nigerianens hårda attacker och gick fram till en seger på ett enhälligt beslut efter 12 ronder och var nu klar för en titelmatch mot IBF-mästaren Chris Byrd. Samme Byrd som han besegrat knappt sex år tidigare för att vinna WBO-titeln.
Den 22 april 2006, i Mannheim, besegrade Klitschko Chris Byrd för andra gången, denna gång via teknisk knockout i en match som gällde IBF-titeln men också det mindre IBO-bältet. Efter en nedslagning i den sjunde ronden hade Byrd tagit sig upp på fötter, men då hans ansikte var uppskuret och blodigt bröt domaren matchen. I november samma år försvarade Klitschko sina nyvunna titlar mot Calvin Brock i Madison Square Garden i New York efter seger på TKO i den sjunde ronden. Han besegrade sedan den obligatoriska utmanaren Ray Austin i mars 2007 i SAP Arena i Mannheim, detta på KO i rond 2 efter fyra på varandra följande vänsterkrokar mot Austins huvud.

### Revansch och förenade titlar
Klitschko fick i juli 2007 revansch för en av sina tidigare förluster när han besegrade Lamon Brewster i Köln – trots ett brutet finger redan i den andra ronden. Brewsters ringhörna bad domaren att stoppa matchen i slutet av sjätte ronden då de menade att deras boxare fått nog och var nära att slås ut. Klitschko var efter matchen nöjd över att ha fått sin revansch: "Jag har väntat på den här matchen i tre år," sade han. "Detta var oerhört viktigt för mig. Idag kunde jag inte förlora. Mitt självförtroende var sånt att jag helt enkelt inte kunde förlora."
I den första matchen sedan Evander Holyfield–Lennox Lewis möttes 1999 där tre tungviktstitlar skulle enas under samma boxare mötte Klitschko WBO-mästaren Sultan Ibragimov i Madison Square Garden den 23 februari 2008. Matchen blev dock en besvikelse för publiken. Klitschko dominerande stort från den första ronden, motade Ibragimov in i ett hörn och tryckte ner hans handske med sin vänstra hand så att ryssen inte fick igenom några slag. Även om Klitschko vann varje rond och följdriktigt ett enhälligt beslut efter 12 ronder började publiken att bua redan efter den andra ronden. Klitschko gick efter detta ingen ny match i USA förrän 2015 då han mötte Bryant Jennings.
I juli 2008, i Color Line Arena i Hamburg, mötte Klitschko den obligatoriska utmanaren (utsedd av boxningsorganisation utifrån rankningslista) Tony Thompson i en match som var mer fartfylld än Klitschkos senaste titelmatch. Ukrainaren kontrollerade matchen med sin jabb och högerslag och även om Thompson fick in några bra träffar var Klitschko aldrig hotad och kunde till sist trötta ut sin motståndare för att vinna på knockout i den elfte ronden.

### Titelförsvar störda av skador

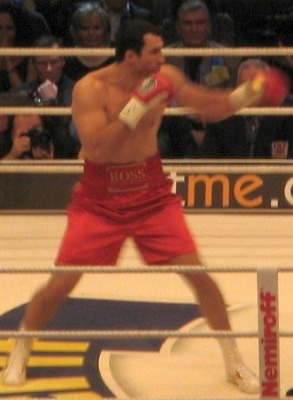
Klitschko i matchen mot Hasim Rahman

Klitschko var sedan planerad att försvara sina titlar mot Aleksandr Povetkin men sent i oktober 2008 drog Povetkin sig ur på grund av en ankelskada. I stället mötte Klitschko i SAP Arena i Mannheim i december amerikanen Hasim Rahman vilken han besegrade på TKO. Klitschko dominerade matchen redan från start och vann varje rond, mycket tack vare sin vänsterjabb och sin fysik som var klart bättre än motståndarens. Domaren satte till sist stopp för den ensidiga tillställningen i den sjunde ronden efter att Rahman under ett par ronder haft problem med att freda sig från Klitschkos attacker.
Klitschko nästa motståndare skulle bli David Haye den 20 juni 2009, vid tiden obestridd världsmästare i Cruiservikt och senare i maj även WBA-mästare i tungvikt. Men Haye drog sig ur matchen på grund av en ryggskada. På samma ursprungliga matchdatum, inför 61 000 fans på Veltins-Arena i Gelsenkirchen, ställde Klitschko istället sina titlar på spel mot dittills obesegrade tredjerankade Ruslan Tjagajev i en match som också gällde boxningsmagasinet The Rings vakanta tungviktstitel. Redan i slutet av den andra ronden hade Klitschko Tjagajev i golvet men uzbeken återhämtade sig, dock bara tillfälligt, när Klitschko även fortsättningsvis dominerade och vann så gott som varje rond innan matchen stoppades efter den nionde ronden.
I december 2009 bekräftade promotion-bolaget som Klitschko själv delägde, K2 Promotions, att en match mot Eddie Chambers skulle äga rum i Tyskland i mars 2010. Det obligatoriska titelförsvaret, ursprungligen planerat till december 2009, hade försenats på grund av en handskada Klitschko fått under träning och som krävt operation. Själva matchen vann sedan Klitschko på knockout, fem sekunder före den sista rondens slut. Tränare Emanuel Steward hade kritiserat sin adept i rondpauserna för att han inte boxades aggressivt nog – vilket till sist fick resultat när Klitschko under slutfasen gick på attack och slog fler slag än tidigare i matchen. Ukrainaren träffade slutligen Chambers med en vänsterkrok i pannan som fick honom att falla åt sidan, med ansiktet i golvet mellan repen och förlora medvetandet. Domaren började räkna men bröt matchen då han insåg att Chambers inte var kontaktbar. 
Efter Chambers verkade en match mellan Klitschko och David Haye, som från och med maj 2009 innehade WBA-titeln, vara möjlig. Klitschko gick själv ut på sin YouTube-kanal i april 2010 och utmanade britten: "David, du har fegat ur att slåss mot båda Klitschko-bröderna två gånger redan och nu är det dags att se till att det händer. [...] Jag är redo. Vad väntar du på?" Hayes tränare, Adam Booth, indikerade att Haye skulle vara villig att anta utmaningen. Förhandlingar inleddes men några dagar före tidsfristen (från IBF) skulle löpa ut menade Haye att han var mer intresserad av att möta den äldre Klitschko – Vitalij. Inget avtal kom till stånd och nu skulle Klitschko istället ta sig an den obligatoriska utmanaren Aleksandr Povetkin i en match som planerades att gå i Frankfurt, Hessen, den 11 september 2010. Till sist blev dock även Povetkin ersatt; av Nigerias Samuel Peter som Klitschko besegrat på poäng 5 år tidigare. Också denna gång vann Klitschko, och behöll därmed alla sina titlar, genom att slå ut Peter i den 10:e ronden.
Klitschko var därefter inställd på att slåss mot Dereck Chisora den 11 december, men matchen ställdes in tre dagar före matchdatum då Klitschko slitit av en muskel i buken.

### Tungviktstiteln enas – till sist
I januari 2011 tillkännagavs att Chisora och Klitschkos uppskjutna möte ändå skulle bli av. Detta upprörde David Hayes tränare Adam Booth som beskrev detta som en "skam" då han menade att Haye hade uppfyllt Klitschkos samtliga krav för ett möte. Den 4 mars meddelades det emellertid att Klitschko hade dragit sig ur mötet med Chisora på grund av att han ännu inte återhämtat sig helt från den trasiga magmuskeln. Dagen därpå tillkännagavs istället att matchen mot Haye verkligen skulle äga rum – med datum bestämt till den 2 juli 2011. Kontraktet var dock skrivet så att om Klitschko inte återhämtade sig helt skulle Haye istället slåss mot Klitschko-brodern Vitalij.
Kombattanterna var båda säkra på att de skulle gå segrande ur striden."Jag är väldigt glad över att Haye äntligen vågar kliva in i ringen med mig. Han har redan duckat ut ur två matcher med mig och Vitalij... [...] Nu måste han bevisa i ringen vad han har. Jag har väntat på den här matchen i över två år" menade Klitschko. Haye kontrade med att hans motståndare "...är en bluff och jag är bra på att avslöja bluffar. [...] Jag är i god form, så för första gången slåss han mot någon frisk. Normalt försöker han välja personer som är skadade eller kommer från långa vakanser. [...] Jag anser att de han mött fått honom att se spektakulär ut, från det faktum att han bär stora axelkuddar i sina klänningar till det faktum att han väljer de killar som passar hans stil perfekt. Jag luras inte av det ... När det hettar till går han mot kanvasen [ringgolvet]."
Matchen på Imtech-Arena i Altona gällde som ett enande av tungviktskronan då WBA (Super), WBO, IBF, IBO och The Rings titlar fanns i potten. Klitschko var den förande boxaren och statistiken visade att han fick in nästan dubbelt så många träffar som Haye. Han vann till sist efter 12 ronder på ett enhälligt beslut med domarrösterna 117–109, 118–108 och 116–110. Haye avslöjade efteråt att han hade boxats med en bruten tå, vilket han ansåg hade förstört hans chanser.
Efter den erövrade WBA (Super)-titeln var alla de stora tungviktstitlarna i händerna på familjen Klitschko då brodern Vitalij vid tillfället var världsmästare för organisationen WBC. Wladimir och Vitalij blev därmed det första brödraparet att inneha samtliga tungviktstitlar samtidigt.

### Nya titelförsvar, Steward avliden

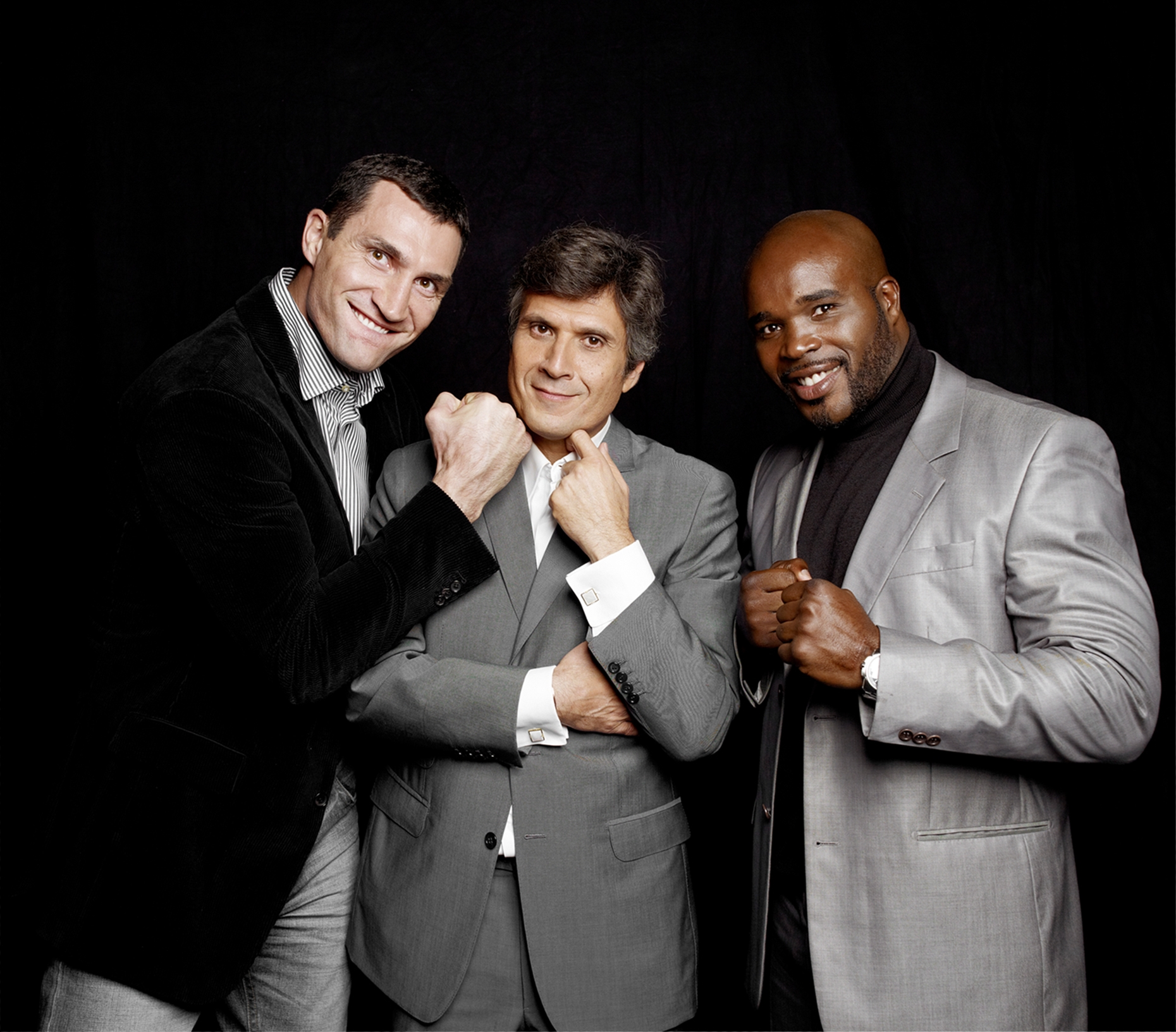
Klitschko tillsammans med den franske journalisten Jean-Philippe Lustyk och motståndaren Mormeck (till höger) i oktober 2011

I december 2011 tvingades Klitschko operera bort en njursten och därför blev den inplanerade matchen mot Jean-Marc Mormeck uppskjuten till mars året därpå. När väl matchen gick av stapeln den 3 mars på Esprit Arena i Düsseldorf var Klitschko ändå sitt gamla jag. Han dominerade kraftigt vilket också väl visades av statistiken efter att han slagit Mormeck KO i rond 4. På 10 minuter och 12 sekunder som matchen varade träffade Klitschko med 39 av 135 slag (29%) medan Mormeck endast träffade 3 av 19 slag (16%). I rond 1 och 4 träffade inte fransmannen med ett enda slag.
Dagen därpå meddelade Klitschko att han härnäst skulle ställas mot obligatoriska utmanaren Tony Thompson (36-2, 24 KO) som sedan deras första möte radat upp fem raka vinster, alla via KO. Klitschko medgav dock senare att Thompson inte varit hans första val och att han hellre hade gått en match mot någon han inte mött förut. Matchen på Stade de Suisse i Bern, Schweiz den 7 juli tog slut i den sjätte ronden då Klitschko fick Thompson i golvet efter en högerträff. KO-förlusten var Thompsons blott andra i karriären, också den första hade kommit mot Klitschko. Detta var ukrainarens 12:e titelförsvar i följd vilket var tredje flest i tungviktshistorien.
Inför sin nästa match, mot Mariusz Wach (27-0, 15 KO) med matchdatum satt till november 2012, avslöjade Klitschko att han skulle tränas av Johnathon Banks då ordinarie tränaren Emanuel Steward återhämtade sig från en tarmoperation. Men sent i oktober avled Steward vid 68 års ålder och Klitschko fick nu klara sig utan sin tränare sedan åtta år tillbaka. Senare menade Klitschko att han hade mycket att tacka Steward för: "Jag älskade inte boxning förrän jag träffade Emanuel. [...] Det kommer från Emanuel. Det var där jag fick det ifrån." Matchen, som Klitschko genomförde trots sorgen, var den första i hans 16-åriga proffskarriär där han mötte en motståndare som var både längre än han själv (198 vs 202 cm) och hade större räckvidd. Trots den problematiska uppladdningen vann Klitschko mötet på 02 World Arena på ett enhälligt beslut efter 12 ronder. I efterhand uppdagades det att Wach hade testat positivt för steroider och han straffades med avstängning och böter.

### Order om "Supermatch" och rekordgage i Ryssland

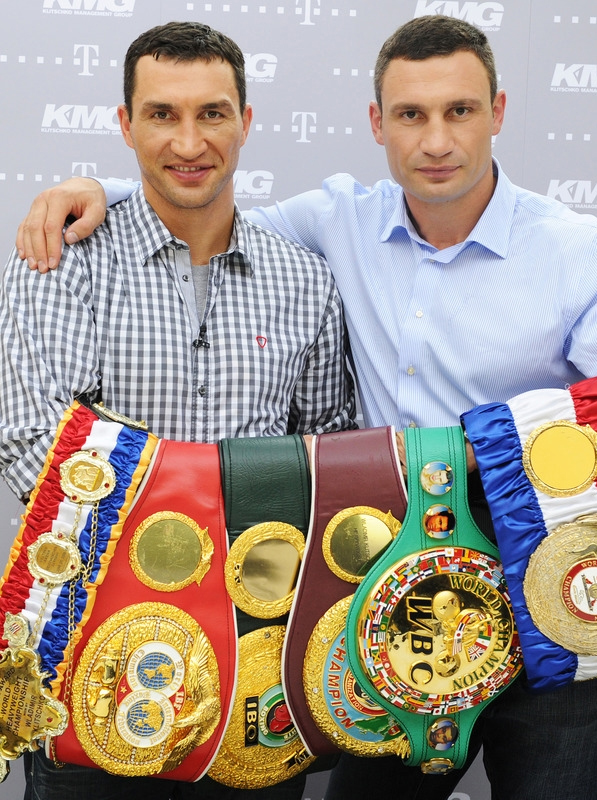
Wladimir och Vitalij med alla sina bälten år 2012

I slutet av 2012 beordrade World Boxing Association sin "Superchampion" Klitschko att slåss mot organisationens "reguljära mästare" Aleksandr Povetkin, men de båda sidorna kunde inte nå en överenskommelse. WBA lät då Klitschko få ytterligare ett egenvalt titelförsvar innan han tog sig an Povetkin. Valet föll på en annan obesegrad utmanare, italienaren Francesco Pianeta, med matchdatum 4 maj på SAP Arena i Mannheim, Tyskland. Klitschko hade tidigare fått kritik för val av sina motståndare och med Pianeta blev det samma tongångar, men världsmästaren försvarade sig: "Jag får alltid kritik för mina motståndare, det spelar ingen roll om de är välkända eller inte så mycket och det är alltid väldigt svårt att slåss mot någon som inte är känd eftersom du alltid får den här kritiken." Pianeta själv menade att det var den största upplevelsen i hans liv, men inte hans största kamp – den hade han redan gått mot cancer tre år tidigare. Redan från början bröt Klitschko systematiskt ned italienaren och fick honom i golvet både i rond fyra och fem innan Pianeta i rond sex gick ner för tredje gången och matchen stoppades.
Med ett bud på 23 333 330 dollar vann promotorn Vladimir Hryunov rätten att marknadsföra och arrangera mötet Klitschko–Povetkin där den ryske affärsmannen Andrej Ryabinksij stod för det finansiella. Budet garanterade de båda boxarna de största gaget i deras respektive karriärer och gav Ryabinskij rätt att diktera plats för matchen; inomhusrarenan Olimpijskij i Moskva – på hemmaplan för utmanaren. Klitschko berömde sin motståndare, den tredje i rad som var obesegrad som proffs, och menade att: "Han är den bäste jag mött. Povetkin har en fantastisk statistik. Han är obesegrad, och jag förväntar mig att han kommer att ge allt som han har för att behålla den statistiken. [...] Han var europeisk, världs- och olympisk mästare som amatör. Han har inte förlorat som professionell. Han har aldrig blivit nedslagen. Har aldrig varit i kanvasen." Baserat på Klitschkos normala andel som mästare, 75 %, fick han 17 499 997 dollar medan Povetkin erhöll 5 833 333 dollar för att ställa upp i matchen. Klitschko-lägret sades ha varit förvånade över det stora budet.
Matchen som ägde rum 5 oktober 2013 präglades av defensivt boxande, med över 160 klincher, mestadels initierade av Klitschko. En hel del fula knep togs också till; t.ex. när Klitschko lutade sig mot sin motståndare, tryckte ner hans huvud för att sedan stöta bort honom för att förhindra dennes slag. Povetkin i sin tur slog upprepade gånger efter domarens brytkommando och höll ofta huvudet för lågt. Klitschko vann till sist på ett enhälligt beslut efter att ha fått ner Povetkin en gång i rond 2 och tre gånger i rond 7, där alla tre domarna hade 119–104 på scorekorten. Efteråt menade Klitschko att han inte hade haft någon stor lust att gå för en knockout som kunde gjort den ryska publiken besviken, vilket ledde till ytterligare spekulationer om det påstådda avtalet mellan han själv och arrangören om att låta matchen gå tiden ut – något Klitschko förnekade. Matchen blev det mest sedda sportevenemanget på rysk tv 2013 och var årets mest populära TV-program alla kategorier i Ukraina.

### Obligatoriska utmanare
I november 2013 stod australiensaren Alex Leapai (30-4-3, 24 KO) för en enorm överraskning när han besegrade den då obesegrade Denis Bojtsov för att bli WBO:s obligatoriska utmanare till tungviktsbältet, och därmed var det han som nu stod på tur för Wladimir Klitschko. Matchen på König Pilsener Arena i Oberhausen, Tyskland, varade dock knappt fem ronder innan domaren bröt till fördel för Klitschko som haft ner sin motståndare tre gånger under kvällen. Trots allt "trash-talk" Leapai ägnat sig åt inför mötet fick han beröm av Klitschko som menade att: "Inte många av mina motståndare har den typen av inställning, den typen av hjärta."

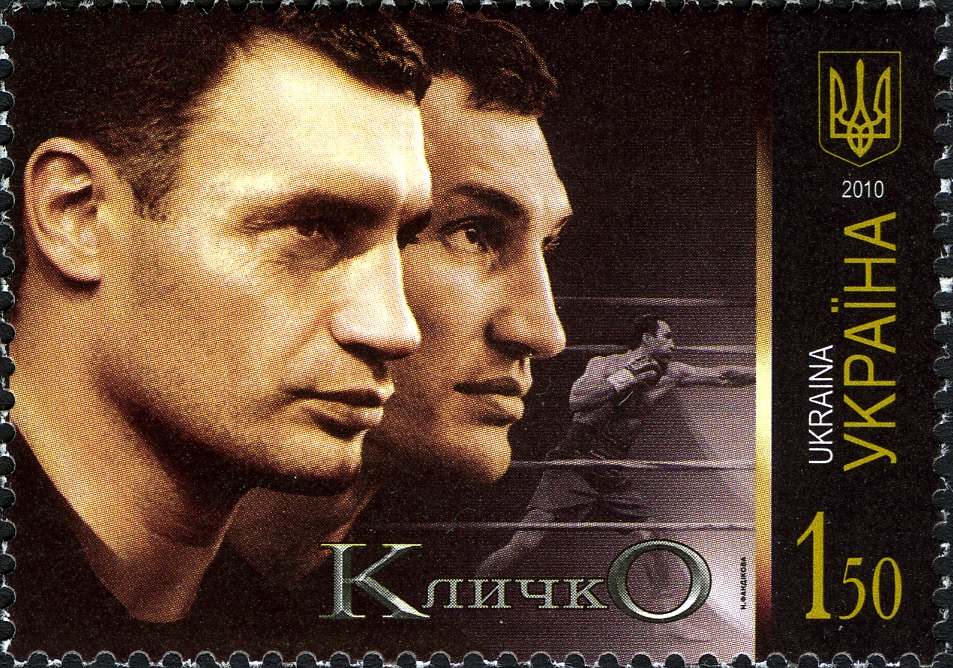
Bröderna Klitchko på ett ukrainskt frimärke

Klitschkos manager Bernd Boente meddelade att en match mot WBC-mästaren Bermane Stiverne nu var deras huvudprioritet, ett möte som skulle ha alla de stora tungviktsbältena i potten. Men IBF beordrade Klitschko att ta sig an deras utmanare Kubrat Pulev och promotorn Kalle Sauerland, som trodde sig ha goda chanser att få arrangera ett sådant möte, menade att han skulle begära att Klitschko skulle fråntas IBF-titeln om han inte tog matchen. Bröderna Klitschkos eget promotion-företag, K2 Promotions, vann dock budet att få arrangera matchen istället för Sauerland Promotion och Klitschko begärde då 80 procent av gaget mot normala 75 vilket IBF accepterade. Efter att ukrainaren i augusti drabbats av en bicepskada tvingades man dock skjuta upp mötet till november. Två dagar före match avslöjades det att endast IBF-titeln skulle stå på spel för bulgaren då han valt att inte betala sanktionskostnader till de andra organisationerna. En eventuell förlust för Klitschko skulle därför göra hans titlar vakanta.
Trots att han gjorde ett starkt försök var Pulev tidigt i matchen nere i golvet tre gånger innan han i femte ronden gick ner för gott efter hård vänsterkrok från Klitschko som gav den senare segern via KO. Träffprocenten för mästaren, som nu bara var två matcher ifrån 20 raka titelförsvar och delad andraplats i historien, var hög matchen igenom då han träffade med 38 av 89  slag (43%). Pulev var dock inte alltför imponerad av uppvisningen utan menade att "Wladimir är en riktigt bra motståndare, men han hade tur. Jag vill ha en ny match".
Någon returmatch fick dock inte Pulev, istället blev den obesegrade amerikanen Bryant Jennings Klitschkos nästa utmanare till hans titlar. Mötet i Madison Square Garden i april 2015 blev Klitschkos fjärde match i arenan och den första i USA sedan 2008. Efter att ha använt sin jabb på ett effektivt sätt, men även låst och hållit Jennings vid upprepade tillfällen vilket till och med gav poängavdrag i rond 10, försvarade Klitschko sina titlar efter ett enhälligt domarbeslut med siffrorna 116–111, 116–111 och 118–109.

### Detroniserad av "clown med två vänsterfötter"
Klitschkos nästa utmanare – i en rekordmatch då den innebar hans 28:e match om en VM-titel – blev organisationen WBO:s obligatoriska utmanare, Tyson Fury, en 206 cm lång obesegrad engelsman som i slutet på 2014 blivit Europamästare i tungviktsklassen. Inför matchen, som skulle avgöras i Esprit Arena i Düsseldorf, var regerande mästaren Klitschko med 19 raka titelförsvar bakom sig skyhög favorit att försvara sina titlar. Fury menade dock att han hade goda chanser att ställa till med en sensation beroende på sin längd och speciella stil: "Skillnaden mellan mig och de tidigare utmanarna Klitschko har slagit i rad är att ingen av dem var som jag. De var alla ungefär 6feet 1inch, 6feet 2inches [185-188 cm] långa som bara gick framåt i försök att få in hårda träffar. De var genomsnittliga tungviktare." "Klitschko har aldrig mött någon som mig, en 6feet 9inches [206 cm] lång boxare som kan skifta mellan höger och vänsterslag och som är så oortodox som två vänsterfötter på en bakåtvänd clown".
Efter att matchen skjutits upp på grund av en skada på Klitschko sattes matchdatum till sist till 28 november 2015. För ovanlighetens skull slog en motståndare till Klitschko fler slag än han själv, och när dessutom träffprocenten var lika hög för de två boxarna avgick Fury med segern efter 12 ronder på ett enhälligt domarbeslut med siffrorna 115–112, 115–112 och 116–111. Nederlaget blev det första för Klitschko på över tio år och markerade slutet på den så kallade "Klitschko-eran", den tidsperiod (2006-2015) där bröderna Klitschko – särskilt Wladimir – hade dominerat tungviktsboxningen.
I intervjun efter matchen menade en känslomässig Fury att "Detta är en dröm som går i uppfyllelse. Vi arbetade så hårt för det här. Jag har gjort det. Det är svårt att komma till främmande länder och vinna på poäng." Han tog sedan mikrofonen för att tacka Klitschko, "Jag skulle vilja säga till Wladimir, du är en stor mästare. Och tack så mycket för att du mötte mig. Det var bara roligt och lekfullt under uppbyggnaden inför matchen." Klitschko som under kvällen hade misslyckats med få in sina välkända högerslag, mest på grund av Furys ständiga rörelse i ringen, svarade att "Tyson var den snabbare och bättre mannen ikväll. Jag kände mig ganska bekväm under de första sex ronderna, men jag var förvånad över att Tyson var så snabb också i andra halvan av matchen. Jag kunde inte slå mina högerslag på grund av fördelen med den längre räckvidden han hade."
Klitschko hade en klausul om en returmatch vid en eventuell förlust; något han också utnyttjade varpå plats och datum för ett andra möte med Fury sattes till  Manchester Arena i England den 9 juli 2016. Fury sköt emellertid upp matchen två gånger på grund av en fotledsskada och efter att ha förklarats som "medicinskt olämplig". Till sist meddelades det att britten avsagt sig alla sina titlar med hänvisning till problem med depression efter att ha testat positivt för kokain. Returmötet med Klitschko ställdes därför in helt.

### Titelmatch inför rekordpublik
Den 10 december, omedelbart efter att IBF-mästaren Anthony Joshua hade besegrat Eric Molina i Manchester Arena, bjöds Klitschko in i ringen där det utannonserades att han och Joshua skulle möta varandra om IBF- och WBA Super-titlarna på Wembley Stadium i London den 29 april 2017. Vid invägningen drygt fyra månader senare vägde Klitschko 240 och en fjärdedels pund (ca 109 kg), det minsta han vägt sedan 2009, medan Joshua vägde in på 250 pund.
En rekordpublik för en tungviktsmatch i boxning under efterkrigstiden, 90 000 åskådare, fick se en jämn och dramatisk match mellan den äldre före detta mästaren och den nya generationen i form av Joshua, också han en tidigare olympisk mästare i tungvikt. De första fyra ronderna präglades av försiktighet och ställningen var jämn innan Joshua i den femte ökade tempot och slog Klitschko i golvet. En förargad Klitschko tog sig upp och dominerade sedan Joshua under resten av ronden innan han i påföljande rond fick in en ren högerträff vilket fick britten ner i kanvasen. De kommande ronderna blev återigen försiktiga tills Joshua med förnyad kraft attackerade Klitschko i rond 11 med ett uppercut mot höger sida av huvudet, uppföljd av några små men kraftfulla kombinationer som för andra gången sände Klitschko i golvet.  Han tog sig åter upp bara för att bli nedslagen en andra gång i samma rond efter en kombination av 7 slag avslutad med en vänsterkrok. Åter på benen, sekunder senare, blev Klitschko uppträngd mot repen och Joshua försökte avsluta matchen med några högerkrokar men domaren ansåg då att ukrainaren fått nog och bröt tillställningen.
När matchen stoppades var Joshua före på två domares resultatkort (96–93 och 95–93) medan den tredje domaren hade Klitschko som ledare med 95–93. I intervjuerna efter matchen talade Klitschko om returmatchsklausulen, men gav ingen indikation på om han skulle aktivera den: "Naturligtvis har vi en returmatch i kontraktet. Jag måste analysera och se vad fasen som hände. Jag önskar att jag kunde ha hållit mina händer uppe, men gratulationer till honom. Han stod upp, han slog tillbaka och han vann titlarna."
Den 7 juni 2017 beviljade IBF Joshua ett undantag för att han skulle kunna möta Klitschko i en returmatch, istället för att slåss mot den obligatoriska utmanaren Kubrat Pulev.  Klitschko menade dock att han behövde tid för att se över sin situation innan han gick med på en ny match. IBF förklarade då att returmatchen måste äga rum senast den 2 december samma år och att vinnaren nästa gång skulle vara tvungen att möta Pulev.

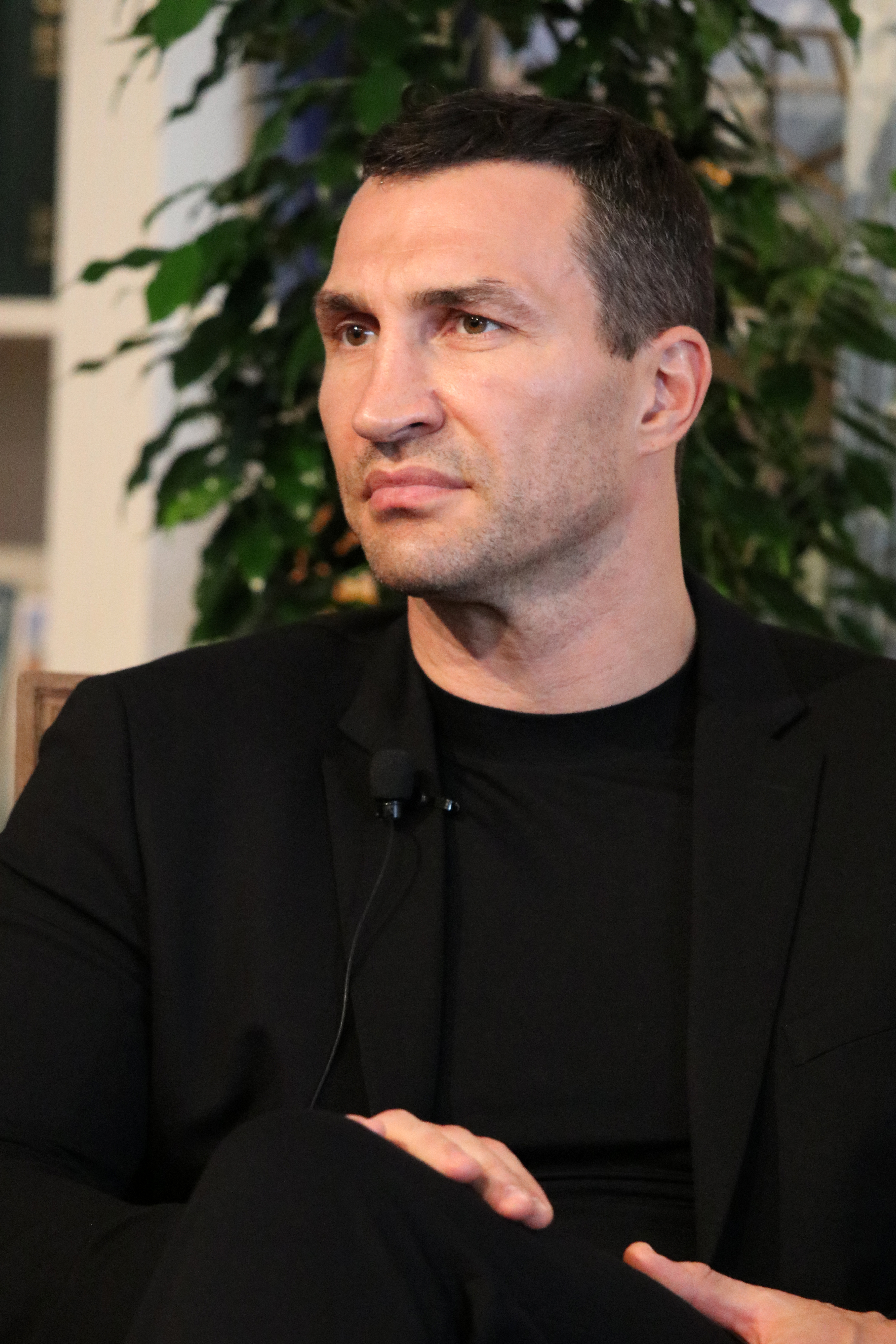
Klitschko efter karriärens slut

### Karriären avslutas
Något returmöte mellan Joshua och Klitschko kom trots många spekulationer aldrig till stånd. Den 3 augusti 2017 tillkännagav Klitschko på sin officiella webbplats och sociala mediekanaler att han skulle avsluta sin boxningskarriär. Klitschkos facit från den professionella karriären blev 64 segrar på 69 matcher, 53 genom knockout.

## Prestationer och rekord
Under hela sin karriär besegrade Klitschko 23 olika boxare i matcher om en VM-titel (eller flera); ett rekord bland boxningshistoriens alla legitima mästare. Klitschko har också rekorden för längst sammanlagda tid som världsmästare i tungvikt (4 383 dagar), flest segrar i VM-titelmatcher (25), flest segrar i enande titelmatcher (15), längst tid som obestridd mästare med 15 titelmatcher respektive 14 lyckade försvar i följd. 
Klitschko är också näst bäst i historien bland tungviktsboxare när det gäller framgångsrika titelförsvar med 23 stycken segrar som regerande världsmästare; detta bakom Joe Louis (25) men före stora boxare som Larry Holmes (20) och Muhammad Ali (19). Sammanlagt deltog han dessutom i rekordmånga 29 matcher om VM-titlar i tungvikt. Klitschko har också rekordet bland tungviktsboxare med flest vinster över boxare som varit obesegrade innan deras möte (12 st), och han besegrade under sin karriär tolv andra nuvarande eller tidigare världsmästare.

## Utanför ringen

### Familj
Från 2009 var Klitschko i ett förhållande med den amerikanska skådespelerskan Hayden Panettiere. Paret delade på sig år 2011 men blev åter ihop 2013 då det i oktober bekräftades att de båda förlovat sig. En dotter föddes i december 2014 innan det i augusti 2018 stod klart att Klitschko och Panettiere delat på sig en andra gång.
Wladimir och brodern Vitali är det första syskonparet någonsin som innehaft VM-titlar samtidigt i tungviktsklassen. De mötte dock aldrig varandra i ringen; detta efter ett löfte till deras mor.

### Övrigt
Klitschko är en passionerad golfare och har bland annat setts spela i Alfred Dunhill Links Championship i Skottland. Under oktober 2015 var Klitschko adjungerad professor vid Schweiz Universitet i St. Gallen där han undervisade studenter.
Klitschko behärskar fem språk: engelska, tyska, ryska, polska och ukrainska och blev under sin tid i Tyskland god vän med den framlidna tyska tungviktslegendaren Max Schmeling.
Den 29 mars 2012, under en välgörenhetsauktion i Kiev, Ukraina, auktionerade Klitschko ut sin olympiska guldmedalj från 1996 till en köpare som bjöd 1 miljon dollar. Klitschko menade att han skulle använda pengarna för att stödja hundratusentals ukrainska barns drömmar. Efter försäljningen returnerade köparen omedelbart medaljen av respekt för Klitschko och för att han ville att den skulle förbli hos Klitschko-familjen.

### Webbkällor
- Klitschko på Boxrec